# アントワーヌ・アルグー
アントワーヌ・アルグー（Antoine Argoud, 1914年6月26日 - 2004年6月10日）は、フランスのヴォージュ県ダルネー生まれのフランス陸軍軍人、筆跡学家。アルジェリア戦争においてアルジェの戦いやその後の反乱行動の中核的人物であった。

## 青年期
ヴォージュ県ダルネーで生まれ、物心ついたころには第一次世界大戦が終結し、アルザス＝ロレーヌはフランスに復帰して、愛国的な雰囲気のもとで少年期を過ごした。1934年、エコール・ポリテクニークに入学後少尉に任官、卒業後は騎兵科将校として当時新編されたばかりの自動車化騎兵連隊に配属される。この頃からフランス陸軍内において、知性的で優秀な将校と見られるようになっていた。

## 第二次世界大戦
1940年のナチス・ドイツのフランス侵攻時には植民地モロッコに勤務していた。アルグーは軍を一元的統制のもと存在すべきであると考え、シャルル・ド・ゴールの自由フランスには参加せず、ヴィシー政権の首班フィリップ・ペタンをフランスの庇護者とみなし、忠誠の対象とした。この姿勢が後の反ド・ゴール活動の源となる。
1942年11月8日に連合国軍によるトーチ作戦が始まり、アルグーは北アフリカ駐留軍の投降と同時期に自由フランス軍第2機甲師団に勤務することとなる。その後、第2機甲師団はチュニジアに進撃をし、パリの解放を行なう。
戦後はソミュールにある陸軍大学に入学し高級将校としての見識を深める。士官学校を卒業後、ジャン・ド・ラトル・ド・タシニー元帥の幕僚に抜擢されたときは当時フランス陸軍最年少の大佐であり、謀略戦の専門家、知性派にして最高級の戦略家とみられていた。陸軍の編制の改革に乗り出し新たな脅威となりつつあった核戦争に対応できるようペントミック師団の変形型の研究などを実行にうつしていた。このようなことから、秘密主義、禁欲主義、狂信的人物として軍内部において批判の対象となることがしばしばあった。例えば、アンドレ・ボーフル将軍による評価では、物事を客観的に見ることが出来ず自己の考えを主張するだけで、上官の権威を意図的に無視する問題人物とみなされていた。

## アルジェリア戦争
アルグーは1954年11月1日のオーレス蜂起の後、第7機甲師団隷下の1個旅団を改編し核戦争対応部隊実験を開始した。アルジェリアにおいては1956年に第3アフリカ猟兵連隊の連隊長に就任、その後第10落下傘師団参謀長として対反乱作戦に腕を振るっていた。しかし、同時期の将校達とは一線を画すほど冷酷かつ無慈悲であった。アルジェの戦いと平行してアルジェ近郊のラルバ平定作戦の際には、ストライキをしていた商店のシャッターに戦車砲を至近距離から射撃したり、逮捕者に対する拷問や公開処刑すら行なった。
アルジェの戦いの後フランス本国に転属したが、1959年秋にアルジェリアに戻り第10落下傘師団参謀長に復帰した。この頃には反ド・ゴール派としてパリの政策を公然と批判し師団長ジャック・マシュ将軍に強い影響を及ぼしていた。アルジェリア総督代理ポール・ドルーブリエに対しては会議の席上でその政治姿勢を机上の空論と言い放ち、現場で住民達と接触している軍が現実を知っていると強烈に非難する有様であった。さらにピエ・ノワールの極右活動家ジョゼフ・オルティスなどと接触を持ち始め、次第に軍の指揮系統から逸脱し始める。
1960年1月、マシュ師団長解任事件に端を発するバリケードの一週間において、アルグーは「大佐ソビエト」と呼ばれる将校団を率いて公然・非公然と極右過激派「ウルトラ」に支援を与え騒乱の中心的人物として行動しド・ゴール排斥を狙ったが、ド・ゴールの断固たる態度と出動部隊の交代により陰謀は瓦解した。その後、責任を問われフランス本国に召還されたが軍法会議にかけられることは無く地方駐屯地への左遷にとどまった。この間にはイーヴ・ゴダール大佐などと密会を繰り返し、来るべき反乱の準備をしていた。もっとも反乱の指導者として担ぎ出そうとしたマシュ将軍の説得には失敗した。そのため代わりに共和社会主義的軍人とみなされ、軍部民間を問わず尊敬と名誉を集めていたモーリス・シャール将軍に接触を開始、執拗に説得を繰り返した。
1961年4月、将軍達の反乱が始まりアルグーはまだ態度を決めかねていたオー＝ラン県管区司令官プーイィ将軍の説得にギャルティ退役将軍と共に向かった。しかし、ここで司令部の将軍全員が反対の姿勢を決め込みアルグーは同行していたマスロー大佐に逮捕を命じたがマスローはプーイィとの個人的つながりによりこれを実行しなかった。時間の経過と共に反乱部隊の旗色は悪くなり開始から5日目にして瓦解し、アルグーはカナリア諸島へ逃亡し、5月1日に執り行われた欠席裁判で死刑判決を下された。

## 地下活動
スペイン国内にて潜伏中のところマドリードにおいて結成された秘密軍事組織（OAS）に接触、スペイン国内に留まりOASの活動を自らの意のままに統制しようと試みた。1961年8月には「OAS中央指導部」と称するOAS本体と競合する組織を作り、中心的指導者であったラウル・サランに対してアルジェリア領内では問題は解決せず、既に地球規模・政府単位での闘争と訴え及び交渉を必要としていると主張する。
1962年5月、元首相のジョルジュ・ビドー、元総督のジャック・スーステルと共に「抵抗国民評議会」を結成、ド・ゴールとの全面対決に移った。しかしアルジェリア領内やフランス本国で行なわれたド・ゴール暗殺計画を含めた各種テロリズム活動は治安当局の強力な行動と世論の支持を失い下火になりつつあった。このような情勢のなか、次第に追い詰められたアルグーはビドーと共に西ドイツバイエルン州に亡命した。バイエルン時代のアルグーはイギリスの軍事評論家ベイジル・リデル＝ハートと手紙での意見交換を行なった。そして1963年2月初頭、アルグーはロンドンに居るリデル＝ハートに直接会って話をしたいと手紙を送った。だがリデル＝ハートとの会談は実現しなかった。ローゼンモンターク祭の最中のミュンヘンのホテル内にてアルグーはフランス国家警察の秘密行動隊に拉致され、数日後パリ警視庁傍に駐車中のライトバンの中から縄で拘束された状態で発見・逮捕された。尚、この一件は戦後独仏関係における主権侵害を伴う最悪の事件とされる。

## 逮捕後
1963年12月、アルグーは終身刑を言い渡され刑に服した。しかし、1968年の五月革命後の6月にド・ゴールの恩赦により釈放された。その後アルグーは故郷の村に戻り、筆跡で人物の性格は解ると言う信念で地元の裁判所で筆跡学者として勤務し、名を上げて再婚もする。1974年に回顧録を発表しテレビで数回インタビューされ、フランスの頽廃を非難した。2004年6月10日に亡くなるまでピアノを弾いて過ごすなどして余生を送った。

## 著作
- La Décadence, l'imposture et la tragédie, Éditions Fayard, 1974
- Les Deux Missions de Jeanne d'Arc, Éditions Résiac, 1991